# 幌富バイパス

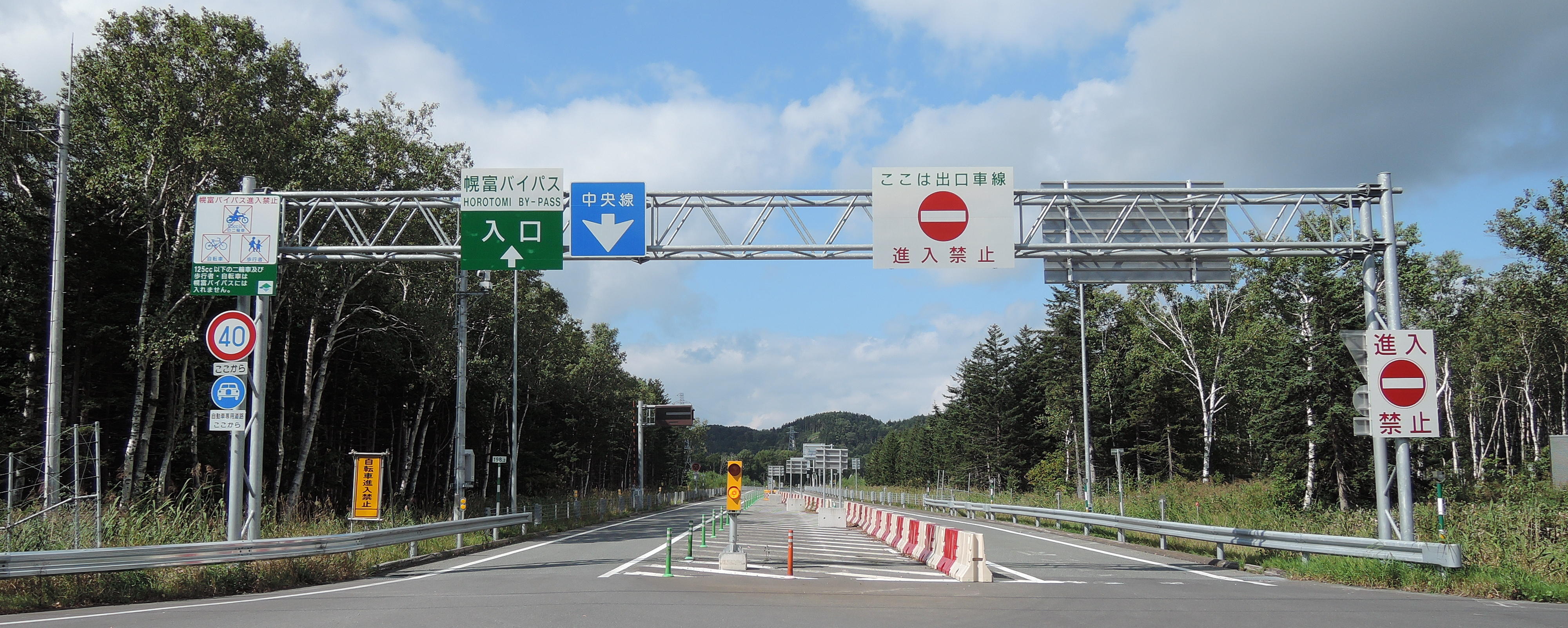
交通切り回し以前の幌延インターチェンジ（2014年9月）
2024年現在は跨道橋により天塩防災と本線が直結している。

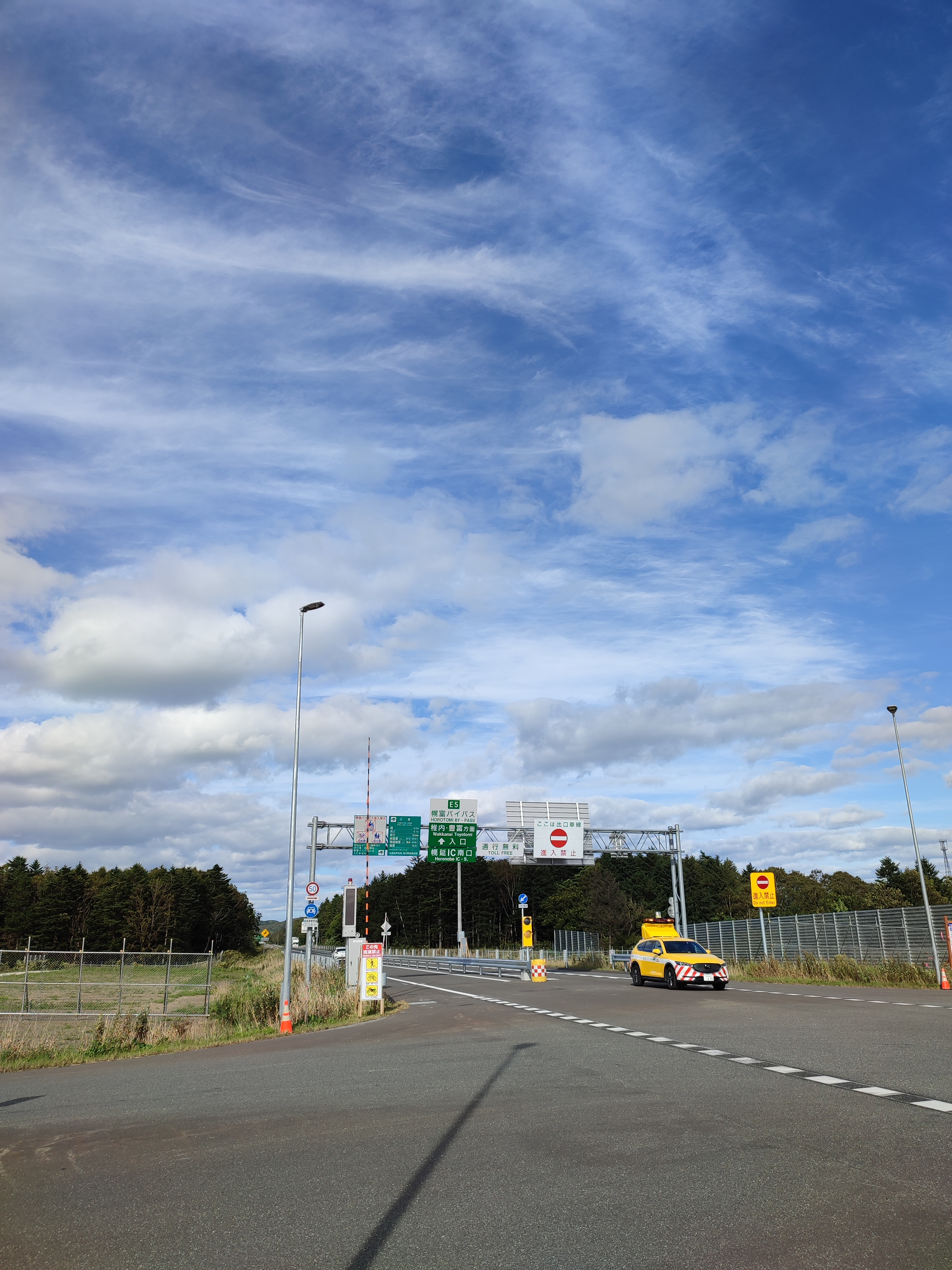
天塩大橋との接続、幌延IC南口（2023年9月）

幌富バイパス（ほろとみバイパス）は、北海道天塩郡幌延町から天塩郡豊富町に至る一般国道40号のバイパス道路（自動車専用道路）である。豊富バイパスおよび天塩防災と直接接続している。
高速道路ナンバリングによる路線番号は「E5」が割り振られている。

## 概要
北海道縦貫自動車道に並行する一般国道自動車専用道路（A'路線）として整備された。
幌延IC以南では国道40号現道とは町道を介しての接続となっていたため、一般国道40号天塩防災事業により幌延ICに跨道橋を新規に架設して幌富バイパスと接続した。

### 路線データ
- 起点：北海道天塩郡幌延町元町（幌延IC）[5]
- 終点：北海道天塩郡豊富町東豊富（豊富サロベツIC）[5]
- 延長：10.9 km[5]
- 規格：第1種第2級[5]
- 設計速度：100 km/h[5]
- 道路幅員：暫定13.5 m[5]
- 車線幅員：3.5 m[5]
- 車線数：暫定2車線[5]
- 起点の幌延IC付近の区間は国鉄羽幌線の道床を元に建設された[要出典]。

## インターチェンジ
- 全区間北海道宗谷総合振興局天塩郡内に所在。
- IC番号欄の背景色が■である部分については道路が供用済みの区間を示している。また、施設名欄の背景色が■である部分は施設が供用されていない、または完成していないことを示す。未開通区間の名称は仮称。
- 略字は、ICはインターチェンジを示す。

| IC 番号                               | 施設名                                | 接続路線名                            | 起点 から （km）                      | BS                                    | 備考                                  | 所在地                                |
| E5 北海道縦貫自動車道（予定路線区間） | E5 北海道縦貫自動車道（予定路線区間） | E5 北海道縦貫自動車道（予定路線区間） | E5 北海道縦貫自動車道（予定路線区間） | E5 北海道縦貫自動車道（予定路線区間） | E5 北海道縦貫自動車道（予定路線区間） | E5 北海道縦貫自動車道（予定路線区間） |
| E5 天塩防災                           | E5 天塩防災                           | E5 天塩防災                           | E5 天塩防災                           | E5 天塩防災                           | E5 天塩防災                           | E5 天塩防災                           |
| ------------------------------------- | ------------------------------------- | ------------------------------------- | ------------------------------------- | ------------------------------------- | ------------------------------------- | ------------------------------------- |
| 1                                     | 幌延IC                                | 道道121号稚内幌延線（町道経由）       | 0.0                                   |                                       |                                       | 幌延町                                |
| 2                                     | 豊富サロベツIC                        | 道道84号豊富浜頓別線                  | 10.9                                  |                                       |                                       | 豊富町                                |
| E5 豊富バイパス                       |                                       |                                       |                                       |                                       |                                       |                                       |

## 歴史
- 2010年（平成22年）3月14日 - 幌富バイパス（幌延IC - 豊富サロベツIC間）が供用開始[7][8]。
- 2023年（令和5年）9月21日 - 天塩防災の幌延町幌延 - 幌延IC間の延長1.8 kmが開通し、幌富バイパスと接続[4]。
- 2025年（令和7年）8月17日 - 集中豪雨により法面が崩れて通行止め[9]。

## 路線状況

### 主要構造物
- 幌延跨線橋（宗谷本線）
- 幌延トンネル
- 東豊富橋（下エベコロベツ川）

### 交通量
24時間交通量（台） 道路交通センサス
| 区間                    | 平成22（2010）年度 | 平成27（2015）年度 | 令和3（2021）年度 |
| ----------------------- | ------------------ | ------------------ | ----------------- |
| 幌延IC - 豊富サロベツIC | 1,596              | 1,919              | （1,976）         |

※（）付きは推定値
（出典：「平成22年度道路交通センサス」・「平成27年度全国道路・街路交通情勢調査」・「令和3年度全国道路・街路交通情勢調査」（国土交通省ホームページ）より一部データを抜粋して作成）
- 令和2年度に実施予定だった交通量調査は新型コロナウイルス感染症の影響で延期され[10]、翌年度に実施された。

## 地理

### 通過する自治体
- 北海道
  - 天塩郡幌延町 - 天塩郡豊富町